# Paraprotéine
Une paraprotéine est une protéine de type globuline anormale (on parle parfois d'« immunoglobulines aberrantes ») qui peut notamment être retrouvée dans les fluides biologiques (sang, sérum, urines) au cours de certaines affections. 
Ces protéines anormales sont dans le sang ou les urines considérées comme le « témoin d'un fonctionnement anormal de plasmocytes ». Elles sont associées à des symptômes cutanés et à un risque accru de certaines maladies (myélome, cryoglobulinémie, leucémie lymphoïde chronique,, maladie de Waldenström (1 % à 2 % des néoplasies hématologiques,), affections dermatologiques, problèmes rénaux).
Elles sont généralement peu abondantes dans les fluides corporels. On parle de paraprotéine bénigne ou d'origine indéterminée dans la plupart des cas, mais pour environ 1/4 des porteurs un myélome multiple ou une dyscrasie plasmocytaire existe ou se développera. Certains signes cliniques permettent de suspecter une progression de la dyscrasie plasmocytaire (d'abord indolente puis agressive).

## Origines
La présence d'une paraprotéine est due à une multiplication de plasmocytes monoclonaux qui vont
produire une immunoglobuline monoclonale. 

## Histoire médicale
Le rôle pathogène de ces protéines anormales a commencé à être identifiées au milieu du XXe siècle. Dans les années 1960, la recherche médicale développe des moyens de les rechercher, identifier et doser grâce au développement de l'analyse immunologique  et des méthodes immunoélectrophorétiques,,.
En 1969, De Pascale & al. montrent en 1969 que le transfert transplacentaire est possible.

## Prévalence
Les paraprotéinémies apparaissent souvent après l'âge de 50 ans. Les gammapathies monoclonales touchent environ 3 % des patients de plus de 70 ans et 10 % des patients de plus de 80 ans.
Pour des raisons non encore comprises, la prévalence de cette anomalie varie selon les régions, avec par exemple en France un risque qui augmente vers l'extrême Ouest (Finistère). Ainsi, une étude (1974) ayant en Bretagne recherché les paraprotéinémies monoclonales d'échantillons sanguins provenant de 2 000 donneurs de sang choisis au hasard a conclu pour cette région de France à une « fréquence de cette anomalie de 0,7 % » (taux supérieur à la moyenne nationale) ; un suivi de un an des 14 cas dépistés a mis en évidence deux cas symptomatiques de myélome ou de cryoglobulinémie jusqu'alors non diagnostiqués, ainsi que deux cas suspectés de myélomes encore infracliniques et 10 semblant (au moment de l'étude) bénins ou asymptomatiques.

## Typologie
Les paraprotéines peuvent être des immunoglobulines de type G (IgG), de type A (IgA), de type M (IgM), et plus rarement de type IgD. 
La paraprotéine peut aussi être une chaîne légère, soit κ soit λ.
La multiplication de plasmocytes qui est à l'origine de ces paraprotéines peut être contrôlée et bénigne (comme dans les gammapathies monoclonales dites de signification indéterminée « MGUS » qui restent asymptomatiques) ou non contrôlée et maligne (comme dans le myélome multiple, entrainant des lésions osseuses).

## Pathologies causales, associées ou induites
Du point de vue anatomoclinique selon la pathogénie des lésions, on distingue au moins 5 cas :
1. des lésions de la peau induites par des dépôts extravasculaires de paraprotéines (lors de l'amylose (maladie) par exemple) ;
2. des lésions de la peau induites par des dépôts intravasculaires de paraprotéines (lors de cryoglobulinémie par exemple) ;
3. des lésions cutanées résultant de l'activité biologique de paraprotéines (ex: activité anti-LDL de l'immunoglobuline monoclonale dans un xanthome plan normolipémique, ou activité anti-streptolysine dans certains myélomes[16]) ;
4. des sécrétions anormales de cytokines, notamment observées dans les syndromes AESOP (Adenopathy and Extensive Skin patch Overlying Plasmacytoma) et POEMS (Polyneuropathy, organomegaly, endocrinopathy, monoclonal protein, and skin changes) ;
5. lésions et insuffisance rénales (aiguë dans la moitié des cas de rein myélomateux[6])
En particulier, en cas de myélome multiple les paraprotéinémies peuvent être associées à plusieurs types d'atteintes rénales (rein myélomateux, maladie de déposition des immunoglobulines, amyloïdose ou syndrome de Fanconi)[6],[17]. Une paraprotéinémie doit être recherchée en cas d'insuffisance rénale d’étiologie peu claire afin d'instaurer un traitement adéquat (autogreffe de moelle osseuse « avec conditionnement à haute-dose », mais le taux ainsi que la production de chaînes légères monoclonales peut en effet être abaissée par des échanges plasmatiques, une dialyse quotidienne avec filtre hautement perméable, en plus d'une chimiothérapie[6] ; des médicaments comme le bortézomib, la thalidomide ou le lénalidomide se sont montrés prometteurs, mais doivent être encore étudiés chez les insuffisants rénaux selon Grandjean (2010)[6]).
6. d'autres lésions d'origine indéterminée[18] ou dont le mécanisme n'est pas clairement identifié (ex :
plasmocytome ; 
neuropathies[19],[20], à évolution généralement « chronique et progressive » pour lesquelles un diagnostic étiologique précis peut orienter vers une thérapie adéquate basée sur la chimiothérapie et/ou un médicament immunosuppresseur ciblant à la fois la neuropathie et la pathologie hématologique associée[20]).

Dans 15 % environ des cas de dysglobulinémie monoclonale de signification indéterminée, le patient sera atteint de l'une des affections évoquées ci-dessus (lymphome, leucémie lymphoïde chronique ou myélome le plus souvent).